# Ridgewood (New Jersey)
Ridgewood – wieś w Stanach Zjednoczonych, w stanie New Jersey, w hrabstwie Bergen. W 2010 roku liczyła 24 958 mieszkańców.